# シーサンパンナ・タイ族自治州

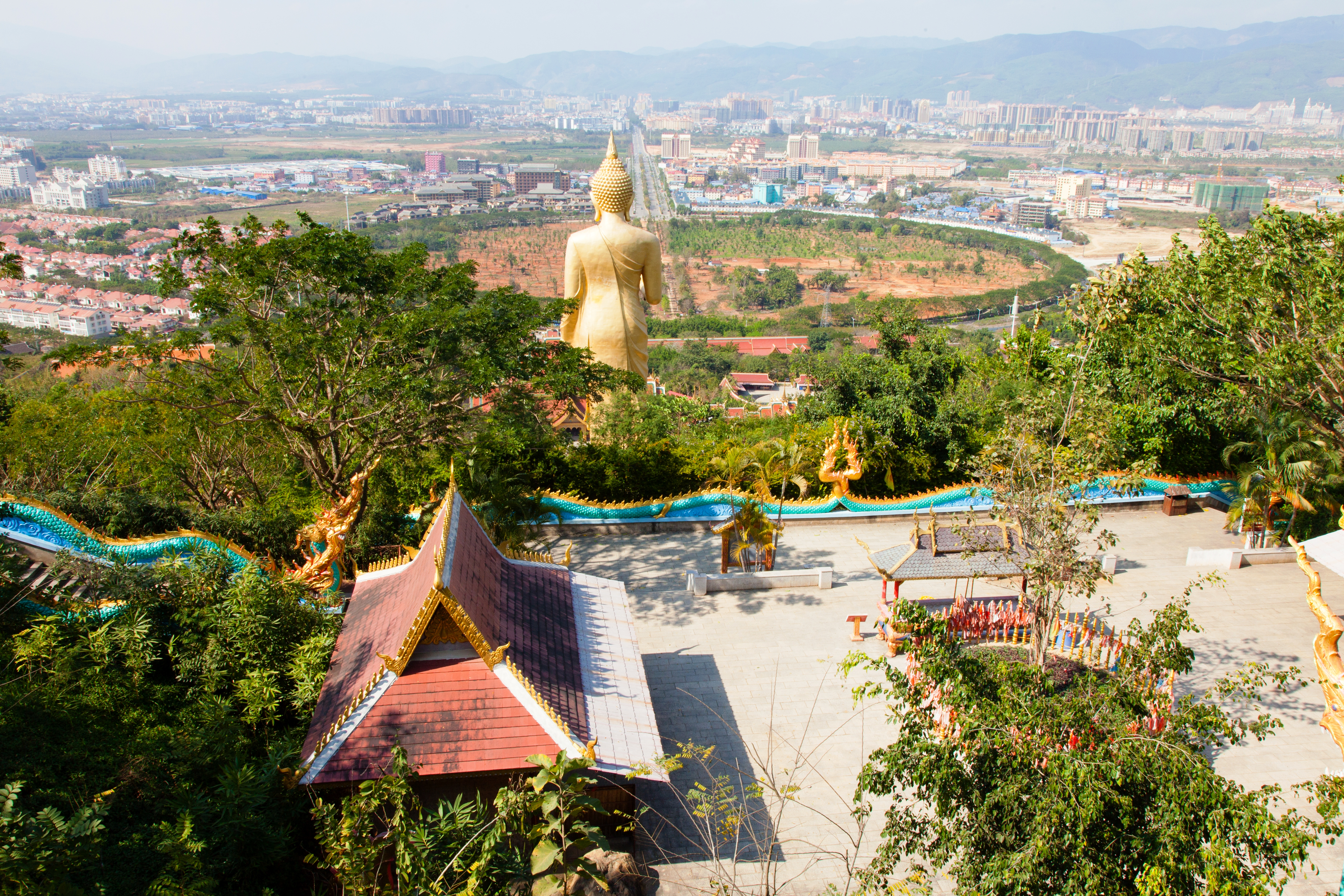
景洪市内

シーサンパンナ（西双版納）タイ族自治州（シーサンパンナ・タイぞく-じちしゅう）は中華人民共和国雲南省最南端に位置する自治州。名称に含まれているタイ族はタイ族（泰）ではなく、傣族（雲南省に住むタイ族系ルー族）である。
漢字表現は12の千の田を意味するタイ語「シップソーンパンナー（สิบสองปันนา）」を標準語で音写した表記である。日本では「西双版納」の雲南方言を経由したシーサンパンナまたはシーサパンナなどが広く用いられている。
首府は景洪市であり、古より少数民族タイ族（ルー族）が住居し、象が生息、上座部仏教が盛んであるなど東南アジアのような光景が見られるため、近年観光地として発展している。

## 歴史
先秦時代は哀牢国の版図に含まれ、南詔の時代になると茫乃（ムアン・ナイ）道を設置した。シップソーンパンナー（西双版納）の建国は、1180年にパヤー・スンカムンがムアン・チエンフン（景洪）で王を称したこと始まる。13世紀にはモンゴル帝国の侵攻があり、元朝へ帰順し、さらに明朝が興ると1382年には明に服属している。16世紀にタウングー王朝が成立すると東方への攻勢を強め、周辺のタイ族による諸国家を支配下に置くことに成功し、この過程で上座部仏教やビルマ文字を吸収した。
19世紀、列強諸国が東南アジアに勢力圏を設定した際、シップソーンパンナーは中国の領土とされたが、その後も内政は従前の通り歴代王が清朝、中華民国より土司の称号を受けて名目上中国に属するという状態が継続していた。1950年、中国人民政府のもとで行われた社会改造により、従来の国家組織が解体、王国は滅亡し、タイ族の自治州が設定されることとなった。
1980年に初めて外国人観光客に開放された。1982年に「西双版納風景名勝区」が中華人民共和国国家重点風景名勝区に認定された。

## 行政区画
1県級市・2県を管轄する。
- 景洪市 - タイ語名: チエンフン、自治州中央、人口36万人。
- 勐海県 - 自治州西部、人口30万人。
- 勐臘県 - 自治州東部、人口18万人。

| シーサンパンナ・タイ族自治州の地図 |
| ---------------------------------- |
| 景洪市 勐海県 勐臘県               |

### 年表
この節の出典

#### シーサンパンナ・タイ族自治区
- 1954年9月1日 - 雲南省思茅専区車里県・南嶠県・仏海県・鎮越県を編入。シーサンパンナ・タイ族自治区が成立。(4県)
  - 思茅専区江城ハニ族イ族自治区・思茅県の各一部が車里県に編入。
  - 思茅専区思茅県の一部が鎮越県に編入。
- 1954年11月6日 (12パンナー3自治区)
  - 車里県の一部が分立し、パンナー景洪・パンナー勐養・パンナー勐籠が発足。
  - 仏海県・車里県の各一部が合併し、パンナー勐海が発足。
  - 車里県・鎮越県の各一部が合併し、パンナー勐旺が発足。
  - 鎮越県の残部が分割され、パンナー易武・パンナー勐捧・パンナー勐臘・易武ヤオ族自治区が発足。
  - 仏海県の一部が分立し、パンナー勐混・パンナー勐往・プーラン族自治区が発足。
  - 南嶠県が分割され、パンナー勐遮・パンナー曼敦が発足。
  - 仏海県の残部・車里県の残部が合併し、格朗和ハニ族自治区が発足。
- 1955年6月1日 - シーサンパンナ・タイ族自治区がシーサンパンナ・タイ族自治州に改称。

#### シーサンパンナ・タイ族自治州
- 1955年6月1日 - シーサンパンナ・タイ族自治区がシーサンパンナ・タイ族自治州に改称。(12パンナー3自治区)
  - パンナー曼敦がパンナー西定に改称。
  - パンナー勐往がパンナー勐阿に改称。
- 1956年11月26日 - プーラン族自治区が山区に移行し、布朗山区となる。(12パンナー2自治区1山区)
- 1957年10月19日 - 思茅専区思茅県・普洱県・鎮沅県・景東県・景谷県・墨江県・江城ハニ族イ族自治県・瀾滄ラフ族自治区・孟連タイ族ラフ族ワ族自治区・西盟山区を編入。(6県1自治県12パンナー4自治区2山区)
- 1957年12月6日 (6県1自治県5パンナー2自治区1山区)
  - パンナー景洪・パンナー勐籠・パンナー勐養およびパンナー勐旺の一部が合併し、パンナー景洪が発足。
  - パンナー勐遮・パンナー西定が合併し、パンナー勐遮が発足。
  - パンナー勐海・パンナー勐混・パンナー勐阿・格朗和ハニ族自治区・布朗山区が合併し、パンナー勐海が発足。
  - パンナー易武・易武ヤオ族自治区およびパンナー勐旺の残部が合併し、パンナー易武が発足。
  - パンナー勐臘・パンナー勐捧が合併し、パンナー勐臘が発足。
- 1959年12月10日 (6県3自治県5パンナー1山区)
  - 瀾滄ラフ族自治区が県制施行し、瀾滄ラフ族自治県となる。
  - 孟連タイ族ラフ族ワ族自治区が県制施行し、孟連タイ族ラフ族ワ族自治県となる。
- 1960年9月13日 (4県3自治県3パンナー1山区)
  - 思茅県が普洱県に編入。
  - 鎮沅県が景東県・景谷県・墨江県、玉渓専区新平県に分割編入。
  - パンナー勐遮がパンナー勐海に編入。
  - パンナー易武がパンナー勐臘に編入。
- 1960年9月22日 (7県3自治県1山区)
  - パンナー景洪が県制施行し、景洪県となる。
  - パンナー勐海が県制施行し、勐海県となる。
  - パンナー勐臘が県制施行し、勐臘県となる。
- 1962年3月27日 - 景東県・景谷県の各一部が合併し、鎮沅県が発足。(8県3自治県1山区)
- 1963年9月13日 - 孟連タイ族ラフ族ワ族自治県が孟連タイ族ラフ族ワ族自治県に改称。(8県3自治県1山区)
- 1963年9月14日 - 西盟山区が県制施行し、西盟ワ族自治県となる。(8県4自治県)
- 1964年8月18日 - 普洱県・鎮沅県・景東県・景谷県・墨江県・江城ハニ族イ族自治県・瀾滄ラフ族自治県・孟連タイ族ラフ族ワ族自治県・西盟ワ族自治県が思茅専区に編入。(3県)
- 1993年12月22日 - 景洪県が市制施行し、景洪市となる。(1市2県)

## 地理
南はラオス、ミャンマーと 966 キロメートルに及ぶ国境線を接する。上流ではザチュ（雑曲）河、地元では瀾滄江（百万の象を意味するランサーンに由来する）と呼ばれるメコン川が南流し、メコン水運でラオスやタイと繋がる。

## 生態系
州内に中国最大規模の熱帯雨林があり、1982年に中華人民共和国国家重点風景名勝区に認定された「西双版納風景名勝区」のセールスポイントは州内の原生林、熱帯雨林と多種多様の生物種である。「西双版納国家級自然保護区」は1993年にユネスコの生物圏保護区に指定され、その下部には勐養、勐崙、勐臘、尚勇、曼稿（曼搞とも表記）の5つの保護区域がある。州内には熱帯雨林、熱帯モンスーン林、亜熱帯常緑広葉樹林、落葉広葉樹林、温帯針葉樹林、竹林、低木林、草地の8種類の植生があり、望天樹（Parashorea chinensis）、シャムソテツ、テトラメレス・ヌディフローラ、イズセンリョウ、アクイラリア・シネンシスなどの種が生える。また、中国最大のインドゾウの群れがあり、中国の野生個体数の90%以上は州内に分布する。他にヒメマメジカ、ガウル、スマトラカモシカ、ヒョウ、ロリス、ファイヤールトン、マクジャク、ハッカン、サイチョウなどの動物も生息している。

## 民族
シーサンパンナは少数民族の坩堝と呼ばれ、タイ族（ルー族）、ハニ族、ラフ族、プーラン族など12の少数民族が全人口の74%を占め、漢族は少数である。

## 文化
赤米、なれずし、納豆など漢民族地域にはない日本と共通する食品が今も作られ、米作中心の田園風景なども「日本人の原郷」を感じさせる。このため、日本人観光客にも人気がある。

## 産業

### 国境貿易
- ミャンマー
  - 勐海県打洛口岸 (アジアハイウェイ3号線)
- タイ
  - 景洪市景洪港（メコン川水運）
- ラオス
  - 勐臘県モーハン口岸 (アジアハイウェイ3号線、南北経済回廊)

### 特産品
- プーアル茶
- 竜血：漢方薬に使用するリュウケツジュからとれる樹脂。
- 熱帯性の果物類：パラミツ、ランブータン、レンブ、パパイア、マンゴー、アボカド、パイナップル
- アマチャヅル

など

## 交通

### 航空
- シーサンパンナ・ガサ空港

### 鉄道
- 玉磨線
- 中国ラオス鉄道

### 道路
- 高速道路
  - 昆磨高速道路
- 国道
  - G213国道
  - G214国道

### 港湾
- 景洪港